# Antrodemus
Az Antrodemus nem (a hozzá tartozó fajjal, az A. valensszel együtt) egy tudományos név melyet az amerikai őslénykutató Joseph Leidy alkotott meg 1870-ben, egy, a Morrison Formációból származó, nagyon töredékes allosaurida fosszília számára. Elég valószínű, hogy a példány az Allosaurushoz tartozik (egyes régi dinoszauruszokról szóló könyvekben az Allosaurus Antrodemus néven szerepel, mivel az utóbbi név korábbról származik), de ezt lehetetlen pontosan eldönteni a holotípus hiányossága miatt. Jelenleg az Antrodemust kis tudományos értékű kétséges névként tartják számon.

## Fordítás
- Ez a szócikk részben vagy egészben a Antrodemus című angol Wikipédia-szócikk ezen változatának fordításán alapul.  Az eredeti cikk szerkesztőit annak laptörténete sorolja fel. Ez a jelzés csupán a megfogalmazás eredetét és a szerzői jogokat jelzi, nem szolgál a cikkben szereplő információk forrásmegjelöléseként.

## Külső hivatkozások
- Carnosauria. The Theropod Database. [2012. december 19-i dátummal az eredetiből archiválva]. (Hozzáférés: 2009. október 20.)